# Phaeonaevia monilispora
Phaeonaevia monilispora är en svampart som först beskrevs av Karl Starbäck, och fick sitt nu gällande namn av L. Holm & K. Holm 1977. Enligt Catalogue of Life ingår Phaeonaevia monilispora i släktet Phaeonaevia, ordningen disksvampar, klassen Leotiomycetes, divisionen sporsäcksvampar och riket svampar, men enligt Dyntaxa är tillhörigheten istället släktet Phaeonaevia, familjen Dermateaceae, ordningen disksvampar, klassen Leotiomycetes, divisionen sporsäcksvampar och riket svampar. Arten är reproducerande i Sverige. Inga underarter finns listade i Catalogue of Life.